# Visto eletrônico
Um visto eletrônico (E-Visa) e uma autorização eletrônica de viagem (ETA) são documentos de viagem digitais comumente exigidos em conjunto com um passaporte válido para entrada em jurisdições específicas. Esses documentos eletrônicos de viagem ganharam destaque na era moderna da conectividade digital e dos processos de viagem simplificados.

## Contexto
A partir dos anos 2000, muitos países introduziram vistos eletrônicos (E-Visas) e autorizações eletrônicas de viagem (ETAs) como uma alternativa aos vistos tradicionais. Uma ETA é uma espécie de registro pré-chegada, que pode ou não ser oficialmente classificado como um visto, dependendo da jurisdição emissora, sendo exigido para viajantes estrangeiros que estão isentos da obtenção de um visto completo. Em contraste com os procedimentos que normalmente se aplicam em relação aos vistos convencionais, nos quais o viajante normalmente não tem recurso se for rejeitado, no caso de uma ETA ser rejeitada, o viajante pode optar por solicitar um visto completo em vez disso. Por outro lado, um visto eletrônico (E-Visa) é simplesmente um visto que os viajantes podem solicitar e receber online, sem precisar visitar a missão consular ou agência de vistos do estado emissório.

## Diferenças entre eVisa e eTA
Visto Eletrônico (eVisa) e Autorização Eletrônica de Viagem (eTA) são documentos digitais de viagem que permitem que os viajantes entrem em países estrangeiros. Apesar de suas semelhanças aparentes, essas duas formas de autorização de viagem apresentam distinções significativas:
- Visto Eletrônico (eVisa) e Autorização Eletrônica de Viagem (eTA) são documentos digitais de viagem que permitem que os viajantes entrem em países estrangeiros. Apesar de suas semelhanças aparentes, essas duas formas de autorização de viagem apresentam distinções significativas: É crucial esclarecer que uma Autorização Eletrônica de Viagem (eTA) não deve ser confundida com um visto tradicional. Esses documentos servem a propósitos distintos e têm critérios de elegibilidade variados.
- As eTAs não são legalmente uma espécie de visto, e geralmente se limitam a viajantes provenientes de países que celebraram um Programa de Isenção de Vistos com o país de destino, enquanto os eVisas normalmente estão disponíveis para um espectro mais amplo de países e territórios. Os viajantes ainda poderão solicitar um visto se o eTA for rejeitado.

### Limite e validade
- As diferenças entre eVisas e eTAs se estendem à duração de sua validade e às restrições que impõem às viagens.
- eVisas geralmente têm um período de validade que varia de 30 a 60 dias, tornando-os adequados para visitas relativamente curtas. Por outro lado, eTAs costumam ser concedidas com períodos de validade mais longos, permitindo uma maior flexibilidade no planejamento de múltiplas visitas ao longo do tempo.
- Por outro lado, as eTAs geralmente são concedidos com períodos de validade mais longos, permitindo uma maior flexibilidade na programação de várias visitas ao longo do tempo.

### Múltiplas entradas
- Outra distinção fundamental reside no número de entradas permitidas por esses documentos de viagem.
- As eTAs frequentemente permitem que os viajantes façam múltiplas entradas no país de destino durante o período de validade do documento, atendendo àqueles com necessidades de viagem recorrentes.
- Por outro lado, as eVisas são tradicionalmente projetados para uso de entrada única, o que significa que os viajantes só podem entrar no país uma vez durante a validade do visto.

## Uso

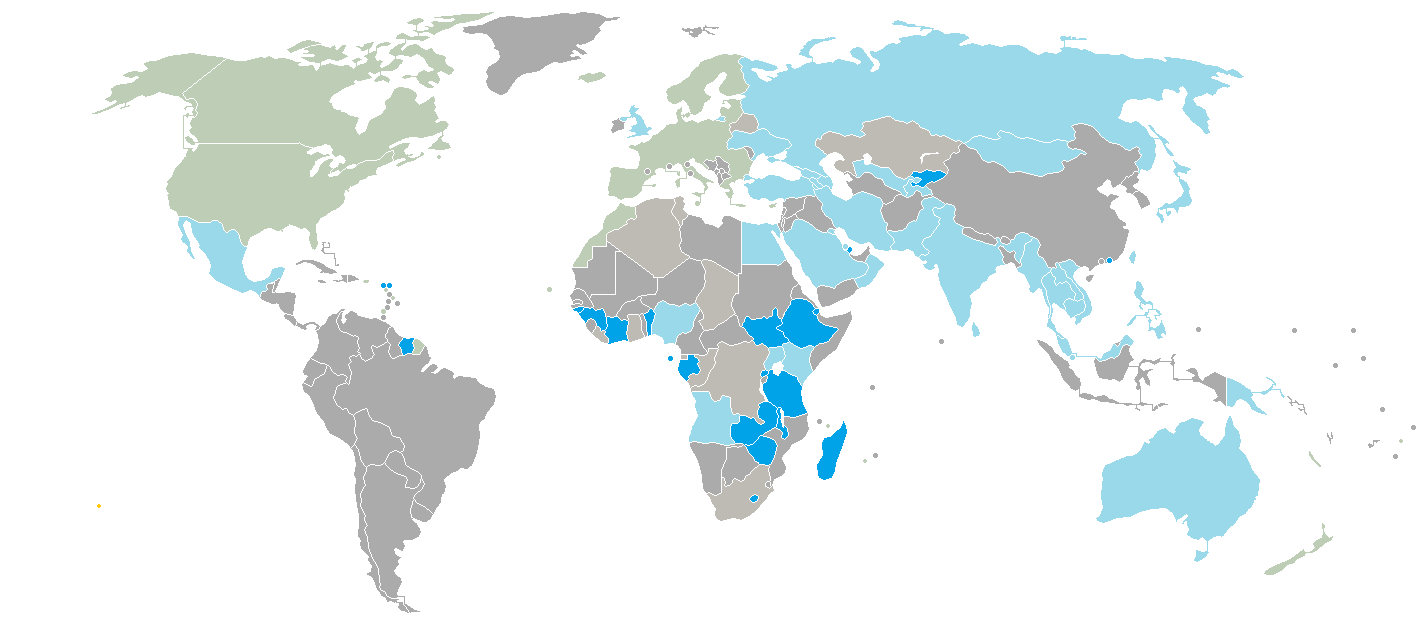
Vistos eletrônicos/ETA
Países que concedem vistos eletrônicos/ETA universalmente
Países que concedem vistos eletrônicos/ETA para nacionalidades selecionadas
Países que exigem registro eletrônico da maioria dos visitantes isentos de visto (excluindo o eVisitor australiano)
Países que planejam introduzir eVisas no futuro

As seguintes jurisdições exigem que certas categorias de viajantes internacionais possuam uma ETA ou e-visa para passar pelos controles de fronteira na chegada:
- Austrália: A Austrália administra duas categorias distintas de ETA. O esquema da Autoridade Eletrônica de Viagem está disponível para cidadãos de diversos países da América do Norte e Ásia, enquanto o esquema do eVisitor oferece uma facilidade semelhante para nacionais da União Europeia e da Área Econômica Europeia.
  - Autoridade Eletrônica de Viagem: O desenvolvimento do sistema de Autoridade Eletrônica de Viagem começou em janeiro de 1996. Foi implementado pela primeira vez em Cingapura em caráter experimental em 11 de setembro de 1996, para portadores de passaportes de Cingapura e dos Estados Unidos que viajavam pela Qantas e Singapore Airlines. A implementação de pedidos online começou em junho de 2001.[2][3] A ETA atual entrou em vigor em 23 de março de 2013, substituindo ETAs mais antigos (subclasses 976, 977 e 956), enquanto oferece uma única autorização para fins turísticos e comerciais.[4] A ETA permite ao titular visitar a Austrália um número ilimitado de vezes, por até 3 meses por visita, em um período de 12 meses, para fins turísticos ou comerciais. Não há taxa de aplicação de visto, mas uma taxa de serviço de AU$20 se aplica a pedidos feitos online. No momento da viagem e entrada na Austrália, todos os titulares de uma ETA devem estar livres de tuberculose e não devem ter condenações criminais que totalizem 12 meses ou mais (seja cumprida ou não). A ETA está atualmente disponível para portadores de passaportes de algumas jurisdições da Ásia e América do Norte.
  - Programa eVisitor: O esquema eVisitor foi estabelecido para criar um acordo de viagem recíproca de curta estadia para nacionais da Austrália e da União Europeia, mantendo ainda o sistema de visto universal da Austrália. Em essência, enquanto os nacionais da União Europeia e da Área Econômica Europeia ainda teoricamente recebem vistos, o ônus imposto pelo sistema é tão mínimo que atende ao requisito de reciprocidade de vistos da UE para os estados cujos nacionais têm acesso livre de vistos à Área de Schengen. O eVisitor está disponível para cidadãos dos 27 estados membros da União Europeia e 9 outros países. O eVisitor é emitido gratuitamente e permite ao titular visitar a Austrália um número ilimitado de vezes, por até 3 meses por visita, em um período de 12 meses, para fins turísticos ou comerciais. No momento da viagem e entrada na Austrália, todos os titulares de um eVisitor devem estar livres de tuberculose e não devem ter condenações criminais[4] que totalizem 12 meses ou mais (seja cumprida ou não). Titulares da maioria das jurisdições da Europa Ocidental são elegíveis para entrar na Austrália sob o programa eVisitor.
- Com relação às outras jurisdições mencionadas:

- East African Community: Quênia, Ruanda e Uganda emitem um visto de turista da Comunidade da África Oriental desde fevereiro de 2014, que custa 100 USD e não tem restrições quanto à nacionalidade.[5]
- Hong Kong: Cidadãos indianos e cidadãos taiwaneses não precisam de visto para entrar em Hong Kong, mas devem solicitar um registro pré-chegada (PAR) antes da chegada. Se não for bem-sucedido, os viajantes indianos podem solicitar um visto em vez disso. Os taiwaneses são elegíveis apenas se nasceram em Taiwan ou entraram em Hong Kong como cidadãos da ROC antes; caso contrário, devem solicitar uma permissão de entrada (uma espécie de visto de facto) para entrar em Hong Kong com seu passaporte da República da China. Eles também podem entrar em Hong Kong com um Permissão de Viagem para Residentes de Taiwan emitida pelas autoridades chinesas do continente, sem a necessidade de qualquer permissão adicional.
- Índia: A Índia permite que nacionais da maioria das jurisdições passem pelos controles de fronteira usando um e-visa. Os viajantes com um e-Visa devem chegar por 26 aeroportos designados ou 3 portos marítimos designados.
- Canadá: Viajantes de países isentos de visto que entram no Canadá por via aérea, exceto cidadãos americanos, franceses vindos de Saint Pierre e Miquelon e titulares de cartões de Residência Permanente dos Estados Unidos, devem obter uma ETA antes da chegada, mas não se estiverem chegando por terra ou mar. Viajantes de outros 14 países normalmente precisam de um visto para entrar no Canadá, mas podem solicitar uma ETA para entrada por via aérea se tiverem tido um visto canadense nos últimos 10 anos ou se tiverem atualmente um visto americano não imigrante válido. Esses viajantes ainda precisam ter um visto canadense válido para entrar por terra ou mar.
- Estados Unidos: Viajantes sob o Programa de Isenção de Vistos são obrigados a obter permissão por meio do Sistema Eletrônico de Autorização de Viagem (ESTA) ao chegar nos Estados Unidos por qualquer meio de transporte a partir de 2023. Viajantes com um passaporte emitido pelo Governo de Bermuda para um Cidadão de Territórios Ultramarinos Britânicos, viajando como cidadãos canadenses ou viajando sob outros acordos de isenção de visto (como o Compacto de Livre Associação) não são obrigados a possuir uma autorização ESTA.
- Paquistão: Visitantes de várias jurisdições podem entrar no Paquistão para turismo sem obter um visto com antecedência, desde que possuam uma ETA.
- Coreia do Sul: Visitantes isentos de visto elegíveis devem obter a Autorização Eletrônica de Viagem da Coreia (K-ETA).
- Sri Lanka: Viajantes para o Sri Lanka devem obter uma ETA antes de obter um visto na chegada no porto de entrada, exceto para alguns países onde a ETA é isenta, e para alguns países onde um visto deve ser obtido com antecedência. Cidadãos da Índia, Paquistão e outros países do noroeste da Ásia recebem ETAs com desconto.
- Catar: A partir de 27 de setembro de 2017, cidadãos de todas as nacionalidades que possuem vistos ou permissões de residência válidos da Austrália, Canadá, Nova Zelândia, países do Espaço Schengen, Reino Unido, Estados Unidos da América ou dos países do Conselho de Cooperação do Golfo podem obter uma ETA de até 30 dias. O visto pode ser prorrogado online por mais 30 dias. O Catar introduziu um sistema de e-Visa em 23 de junho de 2017. Todos os países, exceto Egito, Israel, Kosovo e Palestina, que não se qualificam para o visto na chegada ou entrada livre de visto, podem solicitar um visto de turista online por meio do sistema de eVisa. Os vistos são emitidos em até quatro dias úteis se todos os documentos forem apresentados e são válidos por um período de estadia de até 30 dias no Catar.
- Reino Unido: Cidadãos do Kuwait, Omã, Catar e Emirados Árabes Unidos podem obter uma Isenção de Visto Eletrônico (EVW) online para entrar no Reino Unido. O Projeto de Lei de Nacionalidade e Fronteiras, que tramita no parlamento na primavera de 2022, inclui uma proposta para introduzir o sistema de Autorização Eletrônica de Viagem para todos os cidadãos não britânicos e não irlandeses.[6][7]

## Introdução futura
As autoridades de Belarus, Chade, República do Congo, República Democrática do Congo, Guiné Equatorial, Gana, Cazaquistão, Libéria, África do Sul e Tunísia anunciaram planos para introduzir vistos eletrônicos no futuro.
- A União Europeia está planejando introduzir o Sistema Europeu de Informação e Autorização de Viagem (ETIAS) para nacionais isentos de visto que pretendem visitar a União Europeia ou Espaço Schengen (incluindo países da EFTA) a partir de 2024. Para nacionais que não se enquadram na isenção de visto, a UE planeja introduzir um sistema de visto digital unificado a partir de 2026.[17]